# Карымта
Карымта (от каз. қарымта, также канды кек, от каз. қанды кек) — кровная месть у кочевых тюркских и монгольских народов; в переносном смысле в казахском языке — любой ответный удар. Возникла при первобытно-общинном строе. Карымта в обычном праве казахов стоит в одном ряду с барымтой (экономической местью). Если во время барымты потери превысили допустимые пределы, то потерпевшая сторона совершала карымту, поэтому среди казахов существует фраза «за барымту — карымта». В современном языке смысл слова «карымта» изменился, карымтой называются совершаемые людьми ответные поступки и услуги. Например, карымтой среди спортсменов называются ответные встречи.